# Трагхаймская кирха
Трагхаймская кирха (нем. Tragheimer Kirche) — лютеранская кирха в Трагхайме (Кёнигсберг). Основана в 1624 году. Первое здание построено в 1632. В 1710 построено новое здание по проекту архитектора Шультхайса фон Унфрида. 24 ноября 1836 года в кирхе состоялось венчание композитора Рихарда Вагнера с артисткой Минной Планер. Кирха находилась под патронажем Короля Пруссии.

## История
История кирхи в Трагхайме началась 23 мая 1624 года, когда жителями Трагхайма (современный район около улицы Соммера) была выкуплена земля для строительства кирхи. На этом месте находился небольшой кирпичный завод.
Строительство капеллы началось в 1626 году, а к 1632 году строительные работы были завершены. В 1636 году появился Трагхаймский церковный приход. В 1647 году к капелле была пристроена башня, покрытая в 1690 году медными листами.
В 1708 году в связи с тем, что капелла начала рушиться, на её месте была заложена кирха крестообразной формы. Строительство завершилось в 1710 году. Архитектор постройки — Шультхайс фон Унфрид (нем. Schultheiss von Unfried). В 1732 году в честь столетнего юбилея, в двадцатое воскресенье после Троицы в стену здания была вмурована мемориальная табличка.
В 1783 году здание было поражено ударом молнии и сгорело, но уже через год было полностью восстановлено. Освящение церкви и первое богослужение после восстановления были проведены на Рождество 1784 года, 25 декабря. В 1789 году была немного изменена башня, сохранившая свой вид до Второй мировой войны.
Алтарь изготовлен в 1792 году мастером Шульцем (нем. Schulz). Высота нефа — 14,1 м, высота башни — 31,86 м.
Во время августовских авиационных налётов американских и английских воздушных сил 1944 года и штурма Кёнигсберга в 1945 здание было очень сильно повреждено, а в 1950-е годы окончательно разобрано. Сейчас на её месте находится двор жилого дома № 13 на улице Соммера.

## Интересные факты
- В 1808 году священником в кирхе служил Андреас Вассианский, духовный пастырь престарелого философа Иммануила Канта и его биограф.
- 24 ноября 1836 года в кирхе состоялось венчание композитора Рихарда Вагнера с артисткой Минной Планер. Появление Вагнера в Кёнигсберге сопровождалось романтическими приключениями. Он приехал сюда вслед за возлюбленной. После свадьбы Вагнер потратил на молодую жену гораздо больше денег, чем заработал. Музыкант влез в огромные долги. В результате такой богемной жизни уже через несколько недель молодожёны вынуждены были тайно и спешно покинуть Кёнигсберг, скрывшись от надоедливых кредиторов в Риге.